# Isochromodes sterrhidopsis
Isochromodes sterrhidopsis är en fjärilsart som beskrevs av Paul Dognin 1909. Isochromodes sterrhidopsis ingår i släktet Isochromodes och familjen mätare. Inga underarter finns listade i Catalogue of Life.